# 인터섹션 (영화)
《인터섹션》(프랑스어: Intersections)은 2013년 공개된 프랑스의 스릴러 영화이다.

## 줄거리
테일러와 스콧은 모로코로 신혼 여행을 떠난다. 테일러는 이곳에서 불륜 상대인 트래비스와 함께 부자 남편 스콧을 죽일 생각이다. 그러나 스콧이 사막을 운전하던 중에 갑자기 나타난 트래비스의 차량과 엎치락뒤치락하다가 다른 차들을 덮쳐 사상사를 발생시키면서 계획이 틀어진다. 셋은 각자 비밀이 있는 밀수업자 오마르, 아픈 아기를 데리고 있는 프랑스 여성 오드레 등 생존자들, 그리고 어디선가 나타난 살레와 함께 에사우이라로 향하게 되는데...

## 출연
- 로슈디 젬 - 살레 역
- 프랭크 그릴로 - 스콧 돌런 역
- 제이미 알렉산더 - 테일러 돌런 역
- 마리조제 크로즈 - 오드레 역
- 찰리 뷸리 - 트래비스 역
- 무사 마스크리 - 오마르 역
- 아피프 벤 바드라 - 아유브 역
- 카를로스 레알 - 시릴 역
- 개브리엘라 라이트 - 오데트 역